# 혼젠 요리
혼젠 요리(일본어: 本膳料理 혼젠료리[*])는 일본의 요리 문화로, 나름의 기준을 갖춘 상차림 및 예법을 말한다. 내는 즙(汁, 국)과 채(菜, 반찬)의 수와 종류에 따라 1즙3채, 2즙5채, 2즙7채, 3즙11채 등의 상차림이 있으며 상을 차려 내는 순서와 먹는 방법에 정해진 예절이 있다.

## 역사
무로마치 시대에 시작되었으며 에도 시대에 발전되어 그 틀이 잡혔으나 메이지 시대를 거치면서 점차 간소화되었다. 현재는 관혼상제 등에서만 볼 수 있다.

## 상차림
첫째 상부터 다섯째 상까지로 구성되는데 이를 차례로 혼젠(本膳), 니노젠(二の膳), 산노젠(三の膳), 요노젠(四の膳), 고노젠(五の膳)으로 부른다. 아래의 상차림은 하나의 예로, 상차림을 하는 상황에 따라, 즉 결혼식이나 각종 기념식 등의 성격에 따라 규모와 절차가 달라질 수 있다.

### 혼젠
혼젠은 주가 되는 가장 큰 상으로 미소시루, 생선회, 졸임, 야채 절임, 밥 등을 차린다.

### 니노젠
니노젠에는 국, 무침요리, 초회 등을 차린다.

### 산노젠
산노젠에는 니노젠과 다른 국, 생선회, 차 등을 차린다.

### 요노젠
요노젠에는 구이요리(焼き物)를 차린다.

### 고노젠
고노젠에는 손님이 들고 갈 수 있는 술안주나 생과자를 차린다. 이러한 선물용 모듬요리를 다이히키[台引]라고 한다.

## 같이 보기
- 가이세키 요리
- 쇼진 요리